# یواس‌اس پانتوساک
یواس‌اس پانتوساک (به انگلیسی: USS Pontoosuc) یک کشتی بود که طول آن ۲۰۵ فوت (۶۲ متر) بود. این کشتی در سال ۱۸۶۴ ساخته شد.